# Orthostoma abdominale
Orthostoma abdominale är en skalbaggsart som först beskrevs av Leonard Gyllenhaal 1817.  Orthostoma abdominale ingår i släktet Orthostoma och familjen långhorningar.
Artens utbredningsområde är Paraguay. Inga underarter finns listade i Catalogue of Life.